# Listă de filme bazate pe lucrările lui Philip K. Dick
Filme bazate pe lucrările lui Philip K. Dick:
| Lucrare scrisă                  | Data | Tip       | Film                                                 | Data      | Regizor                         | Serial TV                                          | Data |
| ------------------------------- | ---- | --------- | ---------------------------------------------------- | --------- | ------------------------------- | -------------------------------------------------- | ---- |
| Omul din castelul înalt         | 1962 | Roman     | –                                                    | –         | David Semel                     | Omul din castelul înalt                            | 2015 |
| "Amintiri garantate"            | 1966 | Povestire | Total Recall                                         | 1990 2012 | Paul Verhoeven Len Wiseman      | Total Recall 2070                                  | 1999 |
| "Adjustment Team"               | 1954 | Povestire | Gardienii destinului                                 | 2011      | George Nolfi                    | –                                                  | –    |
| "Varietatea a doua"             | 1953 | Povestire | Asasinii cibernetici Asasini cibernetici: Vânătoarea | 1995 2009 | Christian Duguay Sheldon Wilson | –                                                  | –    |
| Radio Free Albemuth             | 1976 | Roman     | Radio Free Albemuth                                  | 2008      | John Alan Simon                 | –                                                  | –    |
| "The Golden Man"                | 1954 | Povestire | Capcana viitorului                                   | 2007      | Lee Tamahori                    | –                                                  | –    |
| Substanța M                     | 1977 | Roman     | Viziuni întunecate                                   | 2006      | Richard Linklater               | –                                                  | –    |
| "Paycheck"                      | 1953 | Povestire | Cecul sau viața                                      | 2003      | John Woo                        | –                                                  | –    |
| "Raport minoritar"              | 1956 | Povestire | Raport Special                                       | 2002      | Steven Spielberg                | Raport minoritar                                   | 2015 |
| "Impostor"                      | 1953 | Povestire | Impostor                                             | 2002      | Gary Fleder                     | Episodul Out of This World adaptat de Terry Nation | 1962 |
| The Crystal Crypt               | 1954 | Povestire | The Crystal Crypt                                    | 2013      | Shahab Zargari                  | –                                                  | –    |
| Confessions of a Crap Artist    | 1975 | Roman     | Confessions d'un Barjo                               | 1992      | Jérôme Boivin                   | –                                                  | –    |
| Visează androizii oi electrice? | 1968 | Roman     | Blade Runner Blade Runner 2049                       | 1982 2017 | Ridley Scott Denis Villeneuve   | –                                                  | –    |

Filmul din 2016 Pasagerii (Passengers) este bazat pe povestirea „I Hope I Shall Arrive Soon”.